# Ocla
Ocla (em grego: Οκλα; romaniz.: Okla) ou Tela (em latim: Thela) foi um nobre bárbaro do final do século V, filho do rei Odoacro (r. 476–493) e talvez de Sunigilda. Nos últimos anos do reinado de seu pai sobre a Itália (ca. 490/493), foi elevado a posição de césar. Em 493, foi entregue por Odoacro ao rei ostrogótico Teodorico, o Grande (r. 474–526) como refém e permaneceu como ele até o assassinado de seu pai mais tarde no mesmo ano. Após o evento, foi preso e exilado à Gália, porém escapou e retornou à Itália, onde foi assassinado.